# G2B
O G2B, ou Government to Business, é a relação de negócios pela internet entre governo e empresas. Por exemplo: as compras pelo Estado através da internet por meio de pregões e licitações, tomada de preços, etc. (Torres, 2004, p. 48).
São as transações entre empresa e governo. Os exemplos comuns de B2G são licitações e compras de fornecedores.
A categoria negócio-administração cobre todas as transações entre companhias e organizações governamentais. Esta categoria está na infância, mas pode expandir-se rapidamente à medida que os governos usarem suas próprias operações para despertar a atenção e o crescimento do comércio eletrônico. Nos Estados Unidos já é possível cadastrar-se como fornecedor de certos produtos ao governo via internet e todo o processo de compras também é eletrônico.